# Thomas Platter le Vieux
Pour les articles homonymes, voir Platter et Thomas Platter.
Thomas Platter, né le 10 février 1499 à Grächen (canton du Valais) et mort le 26 janvier 1582 à Bâle, est un humaniste suisse ; on l'appelle « Thomas Platter l'Ancien », « Thomas Platter le Vieux » (voire « Thomas Platter I ») pour le distinguer de son fils cadet, dit « le Jeune » (1574–1628).

## Biographie

### Vie de Platter
Thomas Platter est né dans une famille très modeste de montagnards valaisans. D'abord berger, il est placé chez un curé pour apprendre à lire, mais il s'enfuit avec son cousin, étudiant vagabond, pour parcourir l'Europe. Après avoir quitté ce dernier, il étudie le latin à Sélestat dans l'école de Hans Sapidus, puis suit les leçons de Friedrich Myconius (de) à Zurich.
Tout en travaillant comme cordier, il apprend ensuite le grec et l'hébreu, puis s'établit à Bâle où il devient correcteur d'imprimerie avant d'être nommé professeur de grec au gymnase en 1541 ; l'un de ses élèves est Theodor Zwinger.
Son autobiographie, adressée à son fils aîné Félix, dont il avait commencé la rédaction en 1572, ne fut publiée pour la première fois dans son texte original qu'en 1840, d'après le manuscrit autographe conservé à Bâle.

### Coup d’œil d'un contemporain
« Nous y Cette citation concerne son fils Félix et non Thomas Platter le vieux
vismes de singulier [à Bâle] la maison d’un médecin nommé Fœlix Platerus, la plus pinte & enrichie mignardise à la Françoise qu’il est possible de voir ; laquelle ledit médecin a bâtie fort grande, ample & sumptueuse. Entre autres choses, il dresse un livre de simples qui est desja fort avancé ; & au lieu que les autres font pindre les herbes selon leurs couleurs, lui a trouvé l’art de les coler toutes naturelles si propremant sur le papier, que les moindres feuilles & fibres y apparoissent, come elles sont, & il feuillette son livre, sans que rien en eschappe ; & monstra des simples qui y estoint collés, y avoit plus de vint ans. Nous vismes aussi & ches luy & en l’escole publique des anatomies entieres homes morts, qui se tiennent. »
— Michel de Montaigne

## Publications (liste partielle)
- (avec Felix Platter (auteur) et D. A. Fechter (dir.)) (de) Thomas Platter und Felix Platter — Ein Beitrag zur Sittengeschichte des XVI. Jahrhunderts, Bâle, 1840
- La vie de Thomas Platter écrite par lui-même, Genève, 1862.

### Listes de publications
- Liste d'écrits en ligne.